# La Guerre du fer
Pour plus de détails, voir Fiche technique et Distribution.
La Guerre du fer (La guerra del ferro), parfois commercialisé sous son titre anglais Ironmaster, est un film franco-italien sorti en 1983 et réalisé par Umberto Lenzi.
C'est un film d'aventures préhistorique s'inspirant de La Guerre du feu en y intégrant quelques éléments d'heroic fantasy qui rappellent Conan le Barbare. À la différence de La Guerre du feu, les personnages s'expriment néanmoins dans un langage contemporain.

## Synopsis
Voude, exilé de son village, découvre l'usage du fer et fabrique une belle et puissante épée, capable de soumettre de nombreux peuples jusqu'à ce qu'il se heurte à Ela.

## Fiche technique
Sauf indication contraire, les informations mentionnées dans cette section peuvent être confirmées par la base de données cinématographiques IMDb,  présente dans la section « Liens externes ».
- Titre français : La Guerre du fer ou  Ironmaster[3]
- Titre original italien : La guerra del ferro ou Ironmaster[4]
- Réalisateur : Umberto Lenzi
- Scénario : Alberto Cavallone, Lea Martino, Dardano Sacchetti, Gabriel Rossini
- Photographie : Giancarlo Ferrando (it)
- Montage : Eugenio Alabiso
- Musique : Guido et Maurizio De Angelis
- Effets spéciaux : Paolo Ricci
- Costumes : Rossana Romanini
- Trucages : Rosario Prestopino (it)
- Production : Luciano Martino, Jacques Leitienne, René-Marie Bobichon, Carlo Maietto (it)
- Sociétés de production : Nuova Dania Cinematografica, Medusa Distribuzione (Rome), Importation-Exportation Cinéma (Nice), Les Films Jacques Leitienne (Paris)
- Pays de production :  Italie,  France
- Langue de tournage : italien
- Format : Couleur par Telecolor - 1,85:1 - Son mono - 35 mm
- Genre : Aventures préhistoriques
- Durée : 93 minutes
- Dates de sortie :	
  - Italie : 10 mars 1983
  - France : 27 juillet 1983[3]

## Distribution
- Sam Pasco : Ela
- Elvire Audray : Isa
- Luigi Montefiori (sous le nom de « George Eastman ») : Voude
- Pamela Prati (sous le nom de « Pamela Field ») : Lith
- Jacques Herlin : Rag
- Danilo Mattei (it) (sous le nom de « Brian Redford ») : Tog
- Benito Stefanelli : Iksay
- Areno D'Adderio : Zaal
- Giovanni Cianfriglia : Un complice de Voude
- Nello Pazzafini : Un complice de Voude
- Walter Lucchini : Un membre de la tribu Mogo
- Nicola La Macchia (sous le nom de « Nico La Macchia ») : La Tache (La Macchia en VO)
- William Berger : Mogo
- Salvatore Billa (it) (non crédité au générique)
- Ottaviano Dell'Acqua (it) (non crédité au générique)
- Alessandro Prete (it) (non crédité au générique)
- Pietro Torrisi (non crédité) : L'assassin de Mogo

## Production
Les extérieurs ont été tournés au parc d'État de Custer dans les Collines noires du Dakota du Sud (États-Unis) alors que les parties en studios ont été filmées aux studios Elios à Rome.

## Accueil critique
Le film a reçu des critiques globalement négatives, regrettant son manque d'originalité et son côté nanardesque. Michael Klossner a noté que le film n'a reçu à sa sortie que très peu de critiques mais toutes très négatives. Le site Nanarland critique le plagiat que Lenzi a opéré de La Guerre du feu et de Conan le barbare : « Lenzi s'embrouille dans son plagiat et, tel un cancre qui copie servilement sans comprendre goutte à ce qu'il pompe, finit par rendre une copie ni faite ni à faire, pour récolter à l'arrivée un zéro pointé ! ». Le critique Thorsten Hanisch du magazine Das Manifest indique que le film a tout de même de nombreux bons côtés : « Lenzi tire tout ce qu'il peut de l'œuvre produite par Luciano Martino : il y a de beaux paysages, l'utilisation de vidéos d'archive est relativement limitée, ou alors elle n'a pas été aussi négligée que dans d'autres films similaires, l'intrigue est à peu près bien pensée (ce qui n'est pas évident dans ce genre de film !) et nous sommes toujours heureux de voir George Eastman et William Berger (dans le rôle du pacifiste herbivore Mogo) ! La bande-son des frères Angelis est également très réussie »

« Le film peut être vu comme une métaphore politique sur les effets géostratégiques des avancées technologiques et le danger des armes de destruction massive ou bien comme une bande dessinée joyeusement excentrique avec ses zombies rupestres, ses starlettes dénudées (Elvire Audray et Pamela Field) et ses réparties absurdes comme celle-ci : « l’impatience est la fille de l’enthousiasme. » Euh ! Plutôt ça donc. »

— Jean-François Rauger

## La vague des films préhistoriques
- La Guerre du feu, film réalisé par Jean-Jacques Annaud sorti en 1981 ;
- Ator le Conquérant (Ator l'invincibile), film réalisé par Joe D'Amato sorti en 1982 ;
- Conquest (La conquista de la tierra perdida), film réalisé par Lucio Fulci sorti en 1983 ;
- Le Maître du monde (I padroni del mondo), film réalisé par Alberto Cavallone sorti en 1983.